# Karotenoid

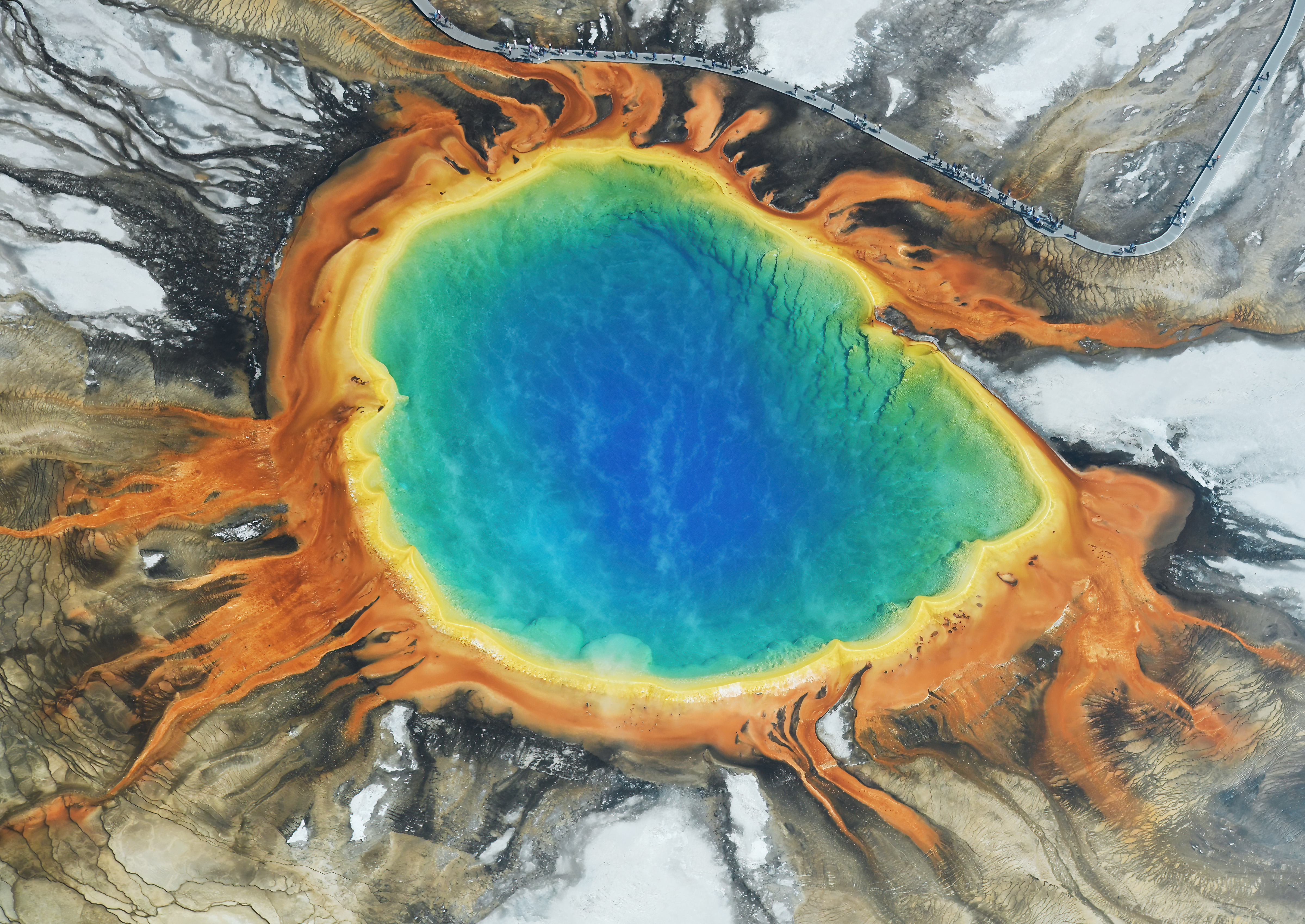
Den orangefärgade ringen runt den heta källan Grand Prismatic Spring i Yellowstone nationalpark i USA, beror på karotenoida molekyler som producerats av en stor mängd alger och bakterier.

Karotenoider är en grupp av organiska fettlösliga näringsämnen och färgämnen som naturligt förekommer i växter och vissa fotosyntetiska organismer som alger, vissa typer av svampar och vissa bakterier. Det finns över 600 kända sorters karotenoider i naturen och de delas in i två huvudgrupper: karotener och xantofyller. Karotenoider har antioxidativa egenskaper.

## Allmänt
Karotenoider tillhör kategorin tetraterpenoider vilket innebär att de består av 40 kolatomer, och strukturellt är de formade som en polyen-kedja som ofta har en cyklisk avslutning.
- Karotenoider med molekyler som innehåller syre, exempelvis lutein och zeaxantin, kallas xantofyller.
- De ooxiderade (utan syre) karotenoiderna som alfa-karoten, beta-karoten och lykopen kallas karotener. Typiskt för karotener är att de enbart består av kol och väte.

Den mest kända karotenoiden är beta-karoten (β-karoten), som ofta bara refereras till som karoten och som finns i exempelvis morötter, vilket gett gruppen dess namn. Morot heter på latin Daucus carota och på engelska carrot.
Karotenoidernas färger, som varierar från ljust gult till starkt orange och djuprött, beror på deras specifika struktur. Karotenoidmolekylerna har konjugerade dubbelbindningar, vilket innebär att varannan bindning mellan kolatomerna är enkel och varannan är dubbel vilket tillåter valenselektronerna att fritt färdas efter hela kedjans längd. Ju fler dubbelbindningar, det vill säga ju längre kedja, desto lägre delokaliserings- och excitationsenergi på grund av att den kinetiska energin minskar. Detta medför att molekylen absorberar ljus med lägre energi vilket motsvarar synligt ljus, och då främst blått ljus. Alltså: ju fler konjugerade dubbelbindningar desto rödare färg.

## Retinolekvivalent
Vissa karotenoider – exempelvis betakaroten – kan i människokroppen (och även hos djur) ombildas till A-vitamin, och det är totalt ungefär 40 stycken. Dessa karotenoider brukar benämnas retinolekvivalenter, och då det gäller betakaroten så motsvarar 12 µg betakaroten 1 µg retinol. Övriga karotenoider som är pro-vitamin A krävs cirka 24 µg för att bilda 1 µg retinol.
Den mest kända användningen i kroppen av karotenoider är i ögats synceller. Den ljuskänsliga molekylen i näthinnans tappar och stavar är retinal.
Ett flertal epidemiologiska studier har påvisat ett positivt samband mellan en hög konsumtion av frukt och grönsaker och sänkt frekvens av olika former av cancer. Ett högt karotenoid-intag har framförts som en bidragande sannolik förklaring till detta samband. Även hjärt- kärlsjukdomar och åldersrelaterade ögonsjukdomar tros kunna förebyggas genom ett högt intag av karotenoider. Dessa sjukdomsförebyggande effekter hänger samman med karotenoidernas antioxidativa egenskaper som främst består i deras förmåga att oskadliggöra singlettsyre.

## Ett urval av karotenoider
- α-karoten
- β-karoten
- β-kryptoxantin
- Lutein
- Lykopen
- Fytoen
- Fytofluen
- Zeaxantin

## Beredning och tillagning av livsmedel
Beredning kan ha både negativ och positiv inverkan på karotenoid-innehållet i olika livsmedel. Karotenoider är känsliga för syre, värme och lågt pH. Samtidigt bidrar värmebehandling till nedbrytning av de protein-komplex karotenoiderna normalt är bundna i. Denna nedbrytning leder till förbättrad kemisk extraktionsförmåga, samt sannolikt också till en ökad biotillgänglighet. Finfördelning kan leda till en betydande karotenoidoxidation. Denna oxidation påskyndas av enzymet lipoxygenas som förekommer i många grönsaker och som frigörs när cellstrukturen skadas. Beredning av livsmedel kan också leda till isomerisering av karotenoiderna. Karonenoider förekommer vanligen i trans-form, men ibland även i cis-form. De kan också vara bundna som exempelvis estrar. Övergång från trans- till cis-form katalyseras främst av värme, ljus och sur miljö.

### Effekter av värmebehandling
Enligt spanska och amerikanska analyser påvisades i allmänhet högre karotenoid-värden i värmebehandlade livsmedel jämfört med i råa. Detta beror sannolikt på att karotenoiderna frigörs vid mild värmebehandling och att använda extraktionsmetoder varit ofullständiga för de råa produkterna. I gruppen gröna grönsaker (kronärtskockor, brysselkål, gröna bönor, sparris, rödbetsblast, grön paprika och spenat) i den spanska undersökningen var värdet för β-karoten i genomsnitt 41 % högre i kokta än i råa livsmedel, med en variation från 24 % (rödbetsblast) till 110 % (brysselkål). Lutein-värdet i samma livsmedel var mellan 10 % (grön paprika) och 153 % (brysselkål) högre, i genomsnitt 53 %.

### Effekter av bestrålning
Ett sätt att förlänga livsmedlens hållbarhet är behandling med joniserande strålning. En sådan behandling kan på olika sätt påverka innehållet av antioxidanter, däribland karotenoider. Den kan leda till isomerisering från cis- till trans-form. Olika studier visar också på minskningar eller ökningar av karotenoid-innehållet. I en amerikansk studie där man analyserat karotenoidhalter i ett prov med blandade karotenoidrika frukter, rotfrukter och grönsaker före och efter gammastrålning fann man att karotennivåerna minskade medan xantofyllnivåerna ökade med ökad strålningsdos. Ökningen i xantofyllhalten var dock mindre än minskningen i karotenhalten.